# Facultad de Derecho-Julieta Lanteri (subte de Buenos Aires)
Facultad de Derecho - Julieta Lanteri es una estación de la Línea H del Subte de Buenos Aires. Está ubicada en la intersección de las avenidas Figueroa Alcorta y Pueyrredón, en el barrio de Recoleta, de forma contigua a la Facultad de Derecho de la Universidad de Buenos Aires.
Es una estación subterránea con dos andenes laterales, dos vías, un vestíbulo superior que conecta las plataformas con los accesos en la calle mediante escaleras, dos escaleras mecánicas y tres ascensores. Cuenta con indicaciones en braille y baldosas podotáctiles en gran parte de sus instalaciones como así también baños adaptados, servicio de Wi-Fi público y sistema de ventilación forzada que puede actuar de extintor de incendios.
Tiene 150 metros de longitud, y cuenta con un sistema de iluminación natural compuesto por claraboyas ubicadas en la plaza que se encuentra sobre su techo. Dispone de oficinas e instalaciones para el uso exclusivo de los trabajadores de la línea, salas de control de máquinas y una subestación eléctrica en sus inmediaciones. En su acceso principal sobre la Plaza República Federativa del Brasil, posee locales comerciales.

## Toponimia
En el proyecto de ley original, la estación se llamaría Plaza Francia, pero cambió de nombre al mudarse su ubicación al costado de la Facultad de Derecho de la Universidad de Buenos Aires.
En 2018 la subsecretaría de Participación Ciudadana impulsó una iniciativa para cambiarle el nombre por uno que homenajease a una mujer, mediante una votación con tres opciones: Celia Tapias, María Angélica Barreda y Julieta Lanteri, habiendo resultado ganadora la opción de Julieta Lanteri con un 47% de los votos. La propuesta fue elevada mediante un proyecto de ley a la Legislatura de la Ciudad de Buenos Aires.

## Decoración
Al igual que el resto de las estaciones de la Línea H, forma parte del paseo cultural del tango. En uno de sus andenes se encuentra un mural en homenaje al tango, y en su puente de acceso norte se encuentra la obra Matriz, del artista Marcelo Toledo.

## Hitos urbanos
- Facultad de Derecho de la Universidad de Buenos Aires
  - Instituto de Investigaciones Jurídicas y Sociales Ambrosio L. Gioja
- Museo Nacional de Bellas Artes
- Palais de Glace
- Centro Cultural Recoleta
- Plaza Intendente Alvear
  - Feria Intendente Alvear
- Plaza Francia
- Plaza de las Naciones Unidas
  - Florialis Genérica
- Plaza República Federativa del Brasil
- Parque Thays
- Centro de Exposiciones de Buenos Aires
- Villa 31

## Historia
Las obras de construcción comenzaron el 17 de enero de 2012 junto a las estaciones Las Heras, Santa Fe, Córdoba, Sáenz y Nueva Pompeya. Ese día se realizó en Plaza Francia un acto encabezado por el entonces jefe de gobierno de la ciudad, Mauricio Macri. Se prevía que se inauguren todas en septiembre de 2015. Sin embargo, el 22 de febrero de 2012 fue suspendida la construcción de esta estación por motivos de extracción de árboles. En febrero de 2013 por este motivo y por cambios en la traza de la línea se decidió trasladar la estación al costado de dicha Facultad, y ponerle el nombre de dicha institución de educación pública.

### Suspensión de obras
La obra, inicialmente prevista bajo la avenida Pueyrredón, fue trasladada a la Plaza Intendente Alvear para evitar inconvenientes en el tránsito de la avenida. A fines de febrero de 2012, tras una polémica iniciada por la ONG Basta de demoler, personalidades políticas y un conjunto de vecinos, denunciaron que la obra modificaba el aspecto de la plaza Alvear (también conocida como Plaza Francia). Se removieron diecisiete árboles centenarios que no podrían volver a colocarse en su lugar luego de la construcción del túnel. Además, denunciaron que el movimiento de personas accediendo y saliendo del subte transformaría la plaza en un nodo de transporte, y presentaron una denuncia penal contra Subterráneos de Buenos Aires, logrando que un juez suspendiera las obras.
La ley que autoriza el desarrollo de la línea H indica que la estación se deberá construir bajo la plaza Francia, pero la estación está bajo la plaza Intendente Alvear, del otro lado de Pueyrredón. Un funcionario del gobierno municipal esbozó una explicación a lo acontecido, mientras que quienes se oponían a la obra propusieron su construcción varios metros más en sentido norte, en el predio del Centro Municipal de Exposiciones. Sin embargo, la empresa de subterráneos alegó que eso complicaría demasiado la curva que el túnel debe hacer para llegar a Retiro, por lo cual el debate quedó trabado y a mediados de marzo de ese año, una orden judicial dictaminó la suspensión de las obras hasta que no se acatara la normativa para esta área de protección histórica (APH) que impide la modificación del paisaje. En enero de 2013, dictada la caducidad de la causa que mantenía la obra paralizada, los trabajos se reanudaron. En junio de 2013, debido a las complicaciones de la curva ya citada, el Gobierno de la Ciudad Autónoma de Buenos Aires aceptó modificar la traza final del recorrido de la línea H llegando a Retiro vía Villa 31, y perdiendo el plan original de llegar por debajo de la Av. del Libertador.
En septiembre de 2014, a través de la empresa Subterráneos de Buenos Aires (SBASE), el gobierno de la ciudad de Buenos Aires demandó la ONG Basta de Demoler en concepto de «daños y perjuicios», pidiendo un resarcimiento de 24 millones de pesos argentinos por las demoras en las obras de la estación.

### Construcción definitiva
A fines de septiembre de 2014 comenzaron las obras definitivas para la estación. Subterráneos de Buenos Aires (SBASE) detalló que la estación se construirá con andenes laterales y dependencias para los empleados de la línea para poder funcionar como terminal de línea, pero no tendrá una cola de maniobras. Para abril de 2015, fecha original de la apertura de la estación, la ejecución de la obra había avanzado solo un 12 %, principalmente debido a la suspensión ya mencionada.
El 11 de diciembre de 2014 la Legislatura Porteña sancionó la ley 5233 modificando el trazado definitivo de la línea H. Al respecto de la estación Facultad de Derecho se detalla su construcción sobre el eje de la calle Julio Victor González, entre la Avenida Figueroa Alcorta y las vías de ferrocarril y, además, se prevé la construcción de un centro de transporte intermodal (incluyendo una nueva estación ferroviaria) que complementará a la estación Retiro. Hasta la construcción de dicho centro de transporte, se proyectó una comunicación peatonal entre Facultad de Derecho y el Ferrocarril Mitre, Ferrocarril Belgrano Norte y Ferrocarril San Martín.
A diferencia de las demás estaciones de la línea, la estación se encuentra a muy poca profundidad de la Plaza República Federativa de Brasil. Para su construcción se empleó el método cut & cover, hundiéndose más de 150 columnas en la tierra y utilizándose losas de hormigón en el suelo para formar el techo, con aberturas para la entrada de luz natural. Desde allí se comenzó a excavar hacia abajo para llegar a la base del túnel. Para noviembre de 2016, restaba la finalización del túnel, el acceso a los andenes y el enlace con el túnel proveniente de la estación Las Heras.
Fue inaugurada oficialmente el 17 de mayo de 2018.

## Imágenes

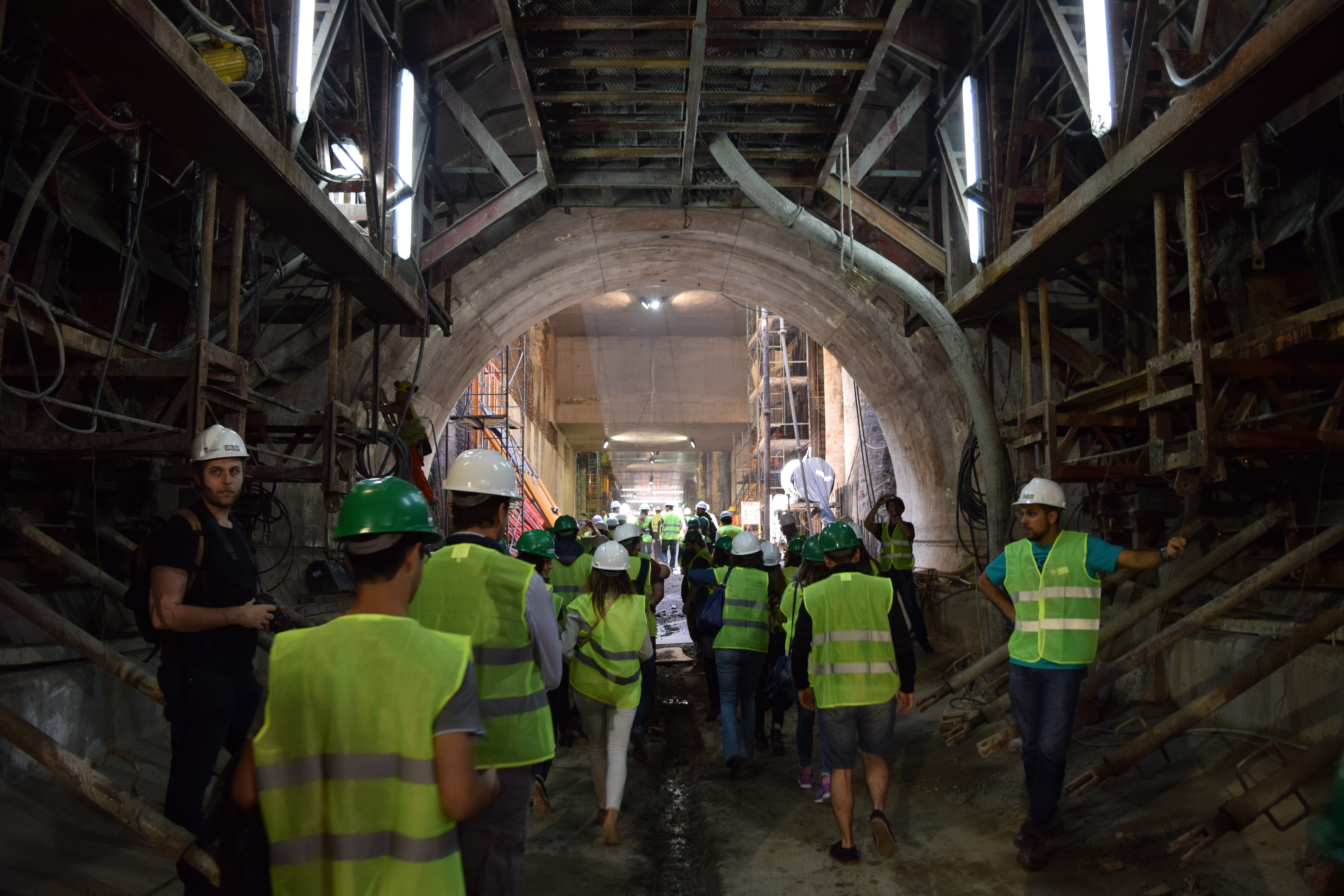
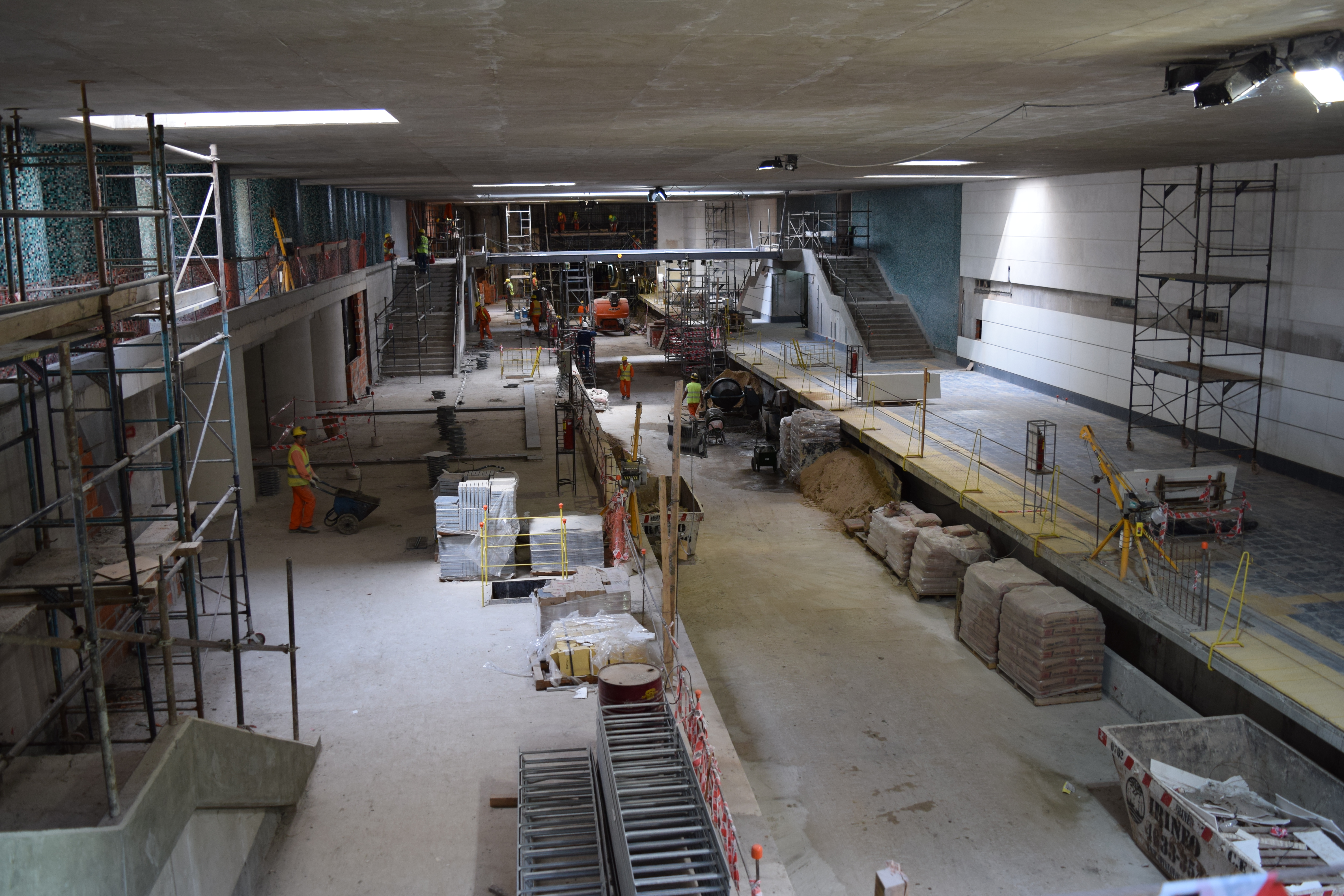
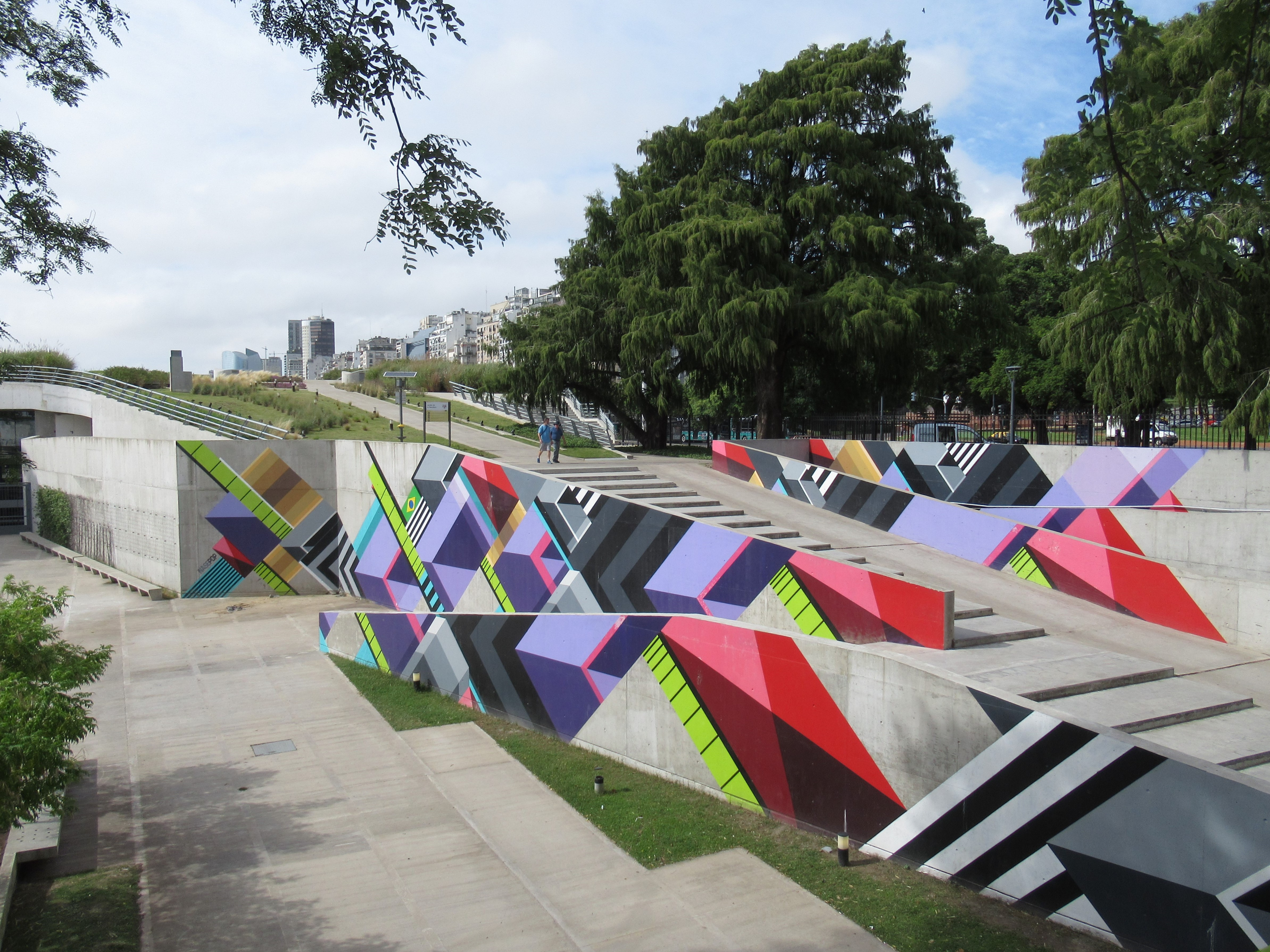
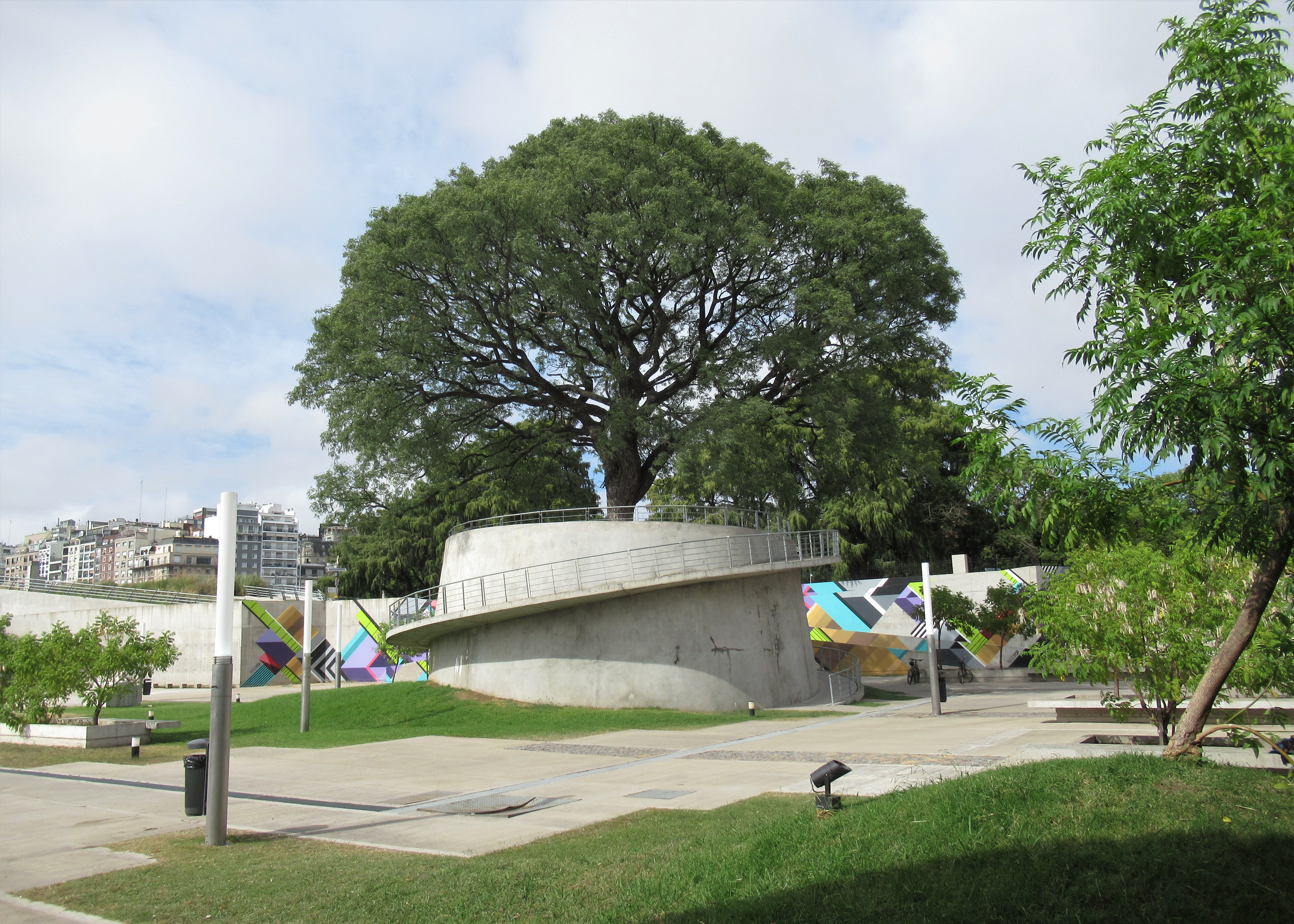
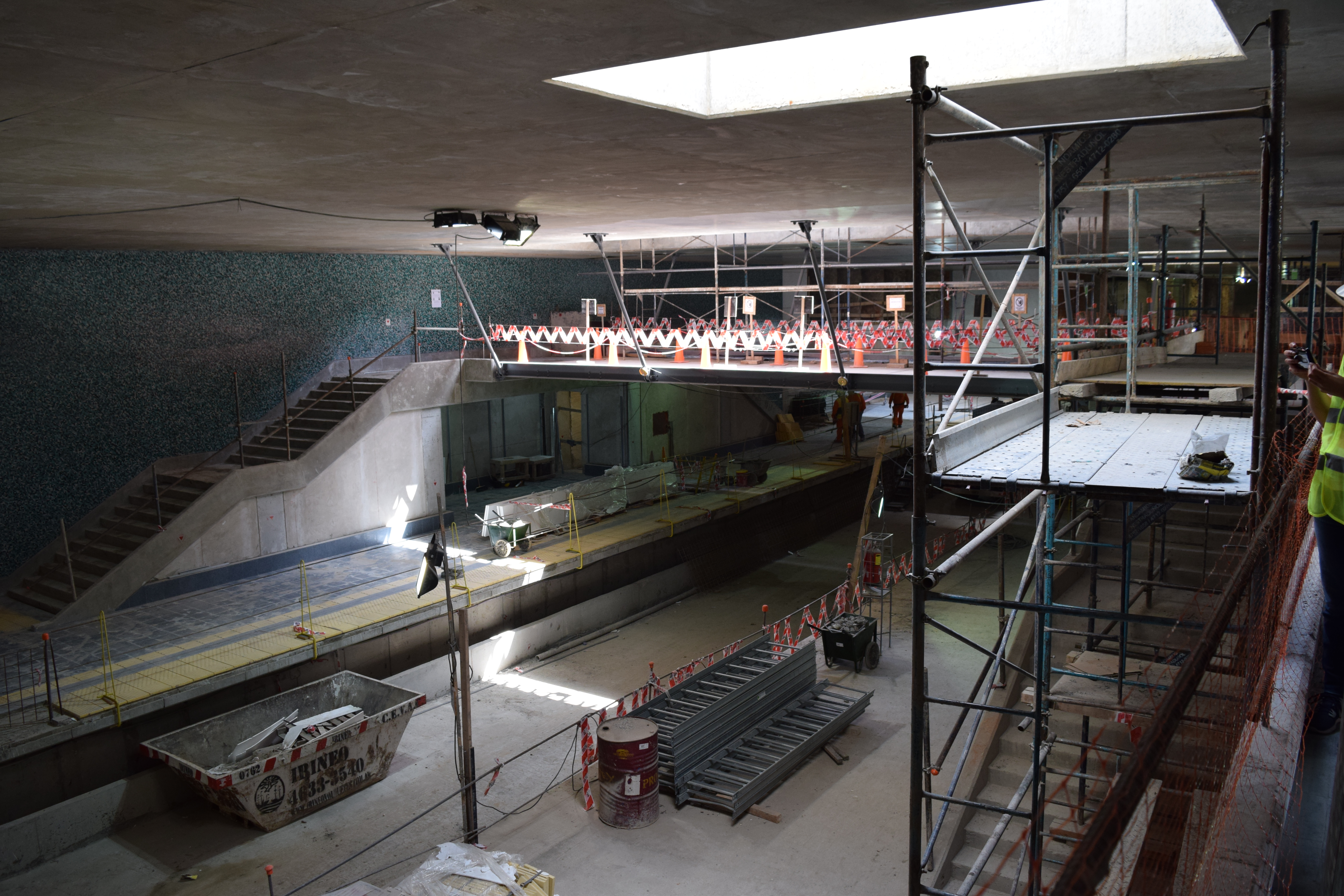
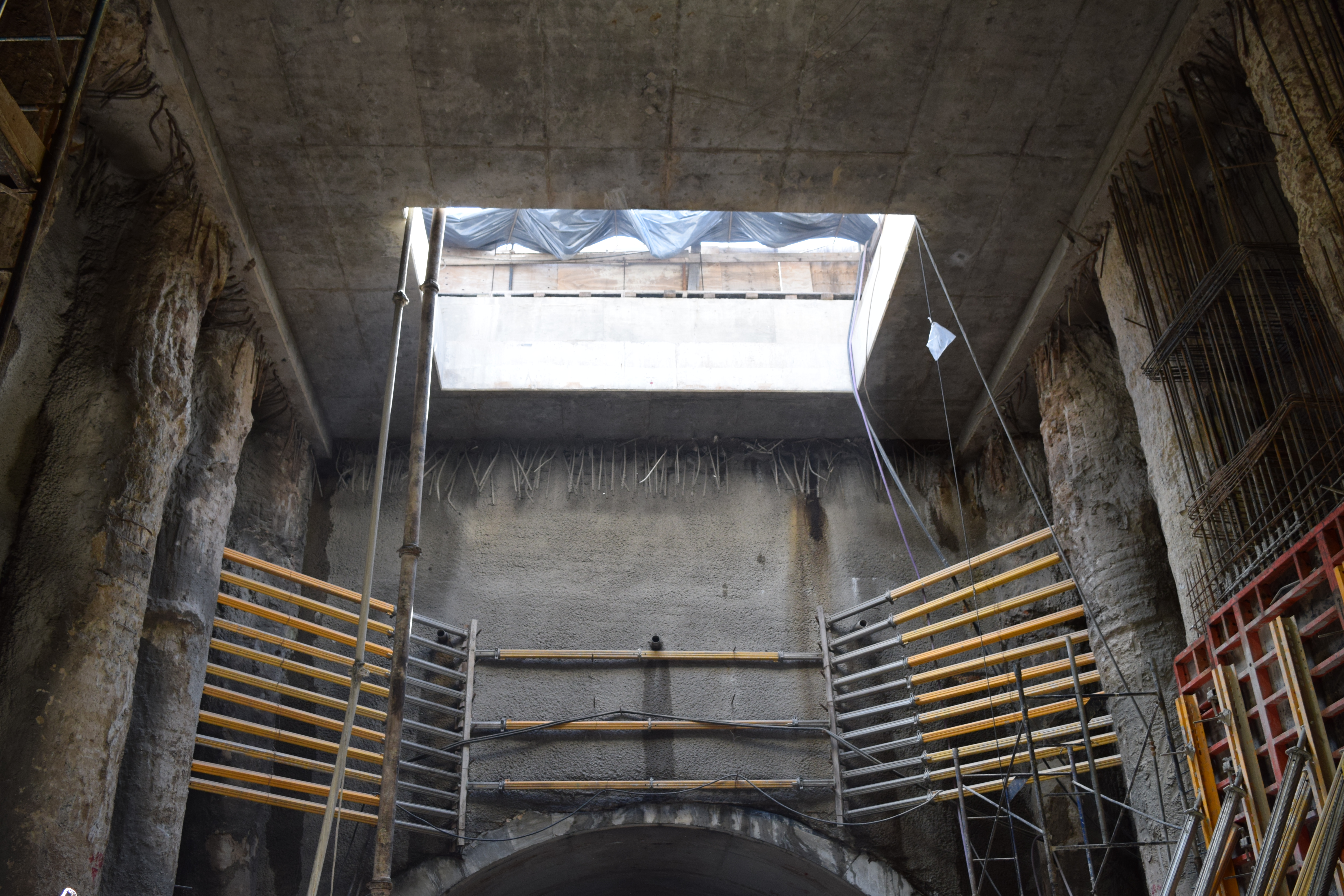
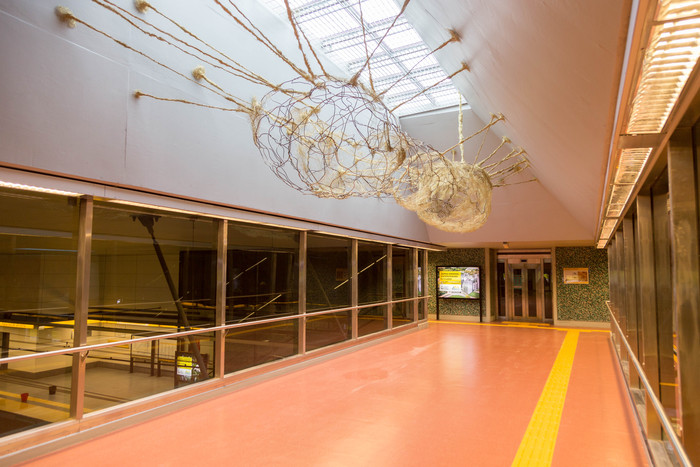
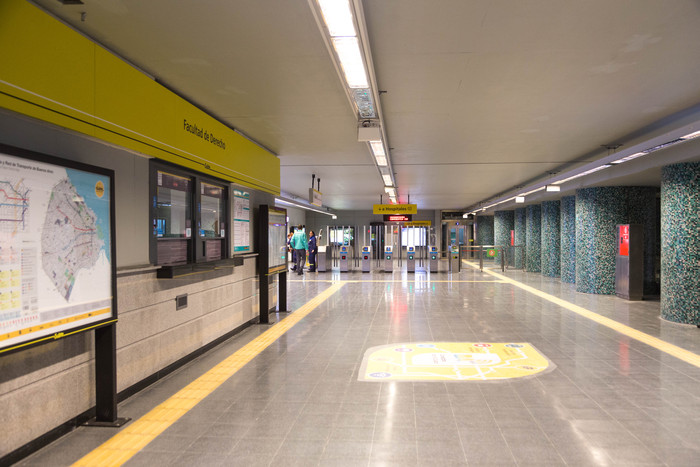
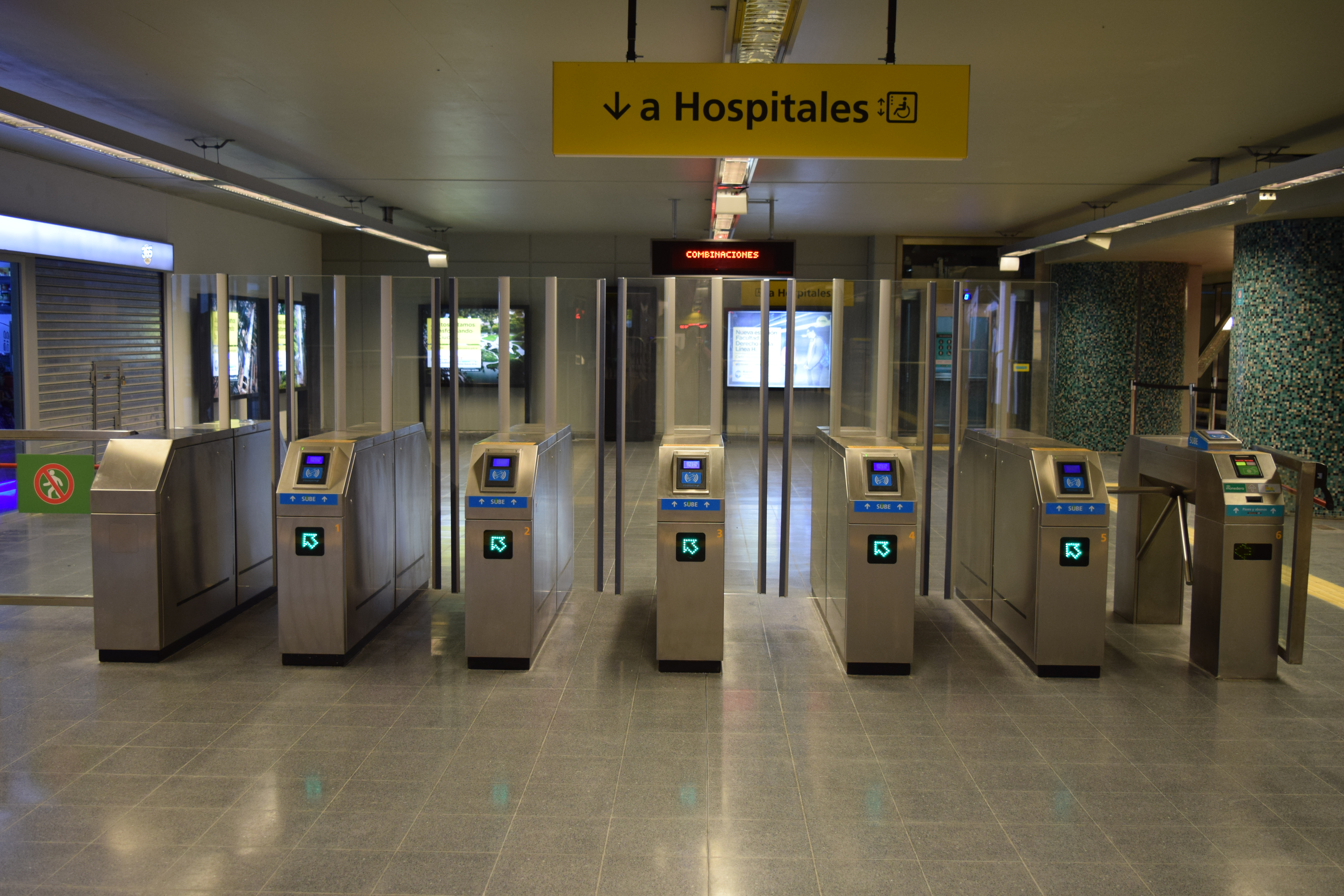
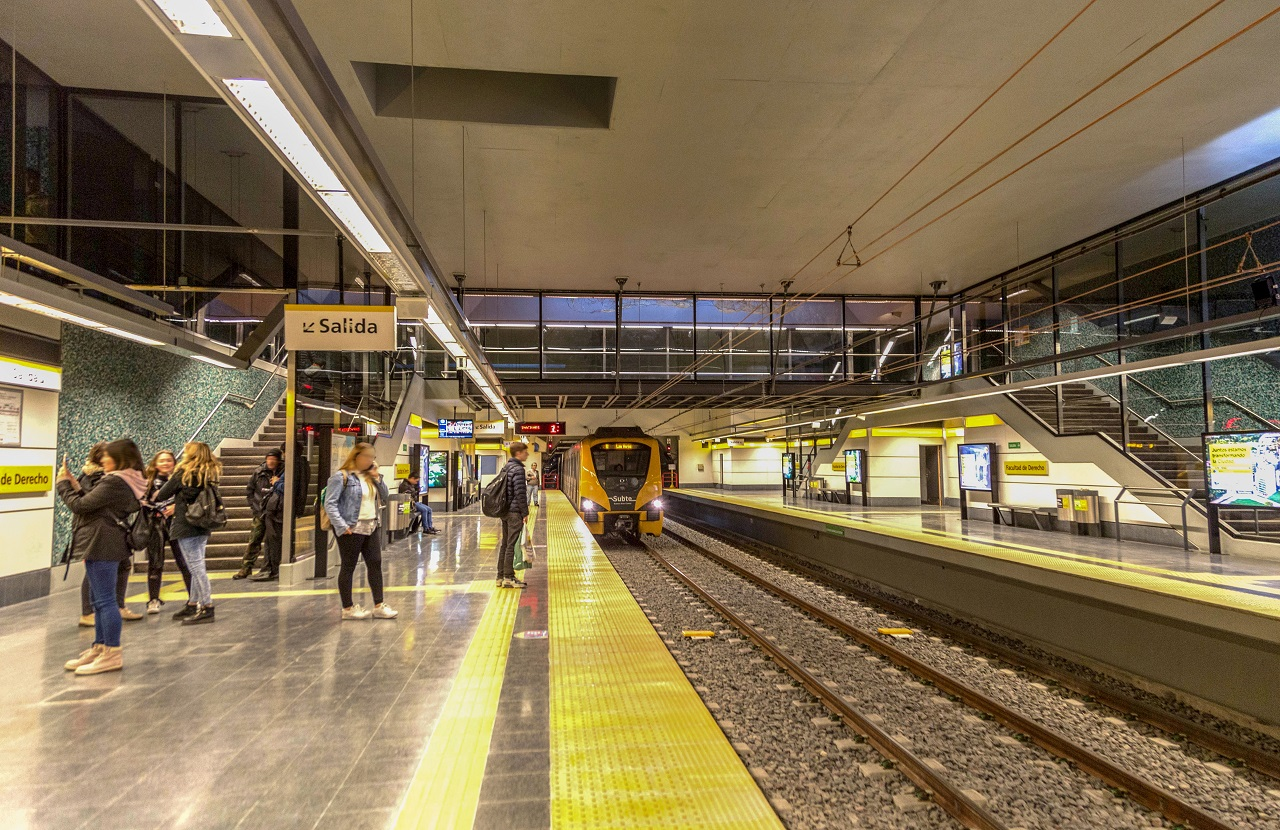